# Laisa Laveti
Laisa Laveti Tuifagalele (27 de agosto de 1967) es una deportista fiyiana que compitió en judo. Ganó seis medallas en el Campeonato de Oceanía de Judo entre los años 1998 y 2008.

## Palmarés internacional
| Campeonato de Oceanía | Campeonato de Oceanía        | Campeonato de Oceanía | Campeonato de Oceanía |
| Año                   | Lugar                        | Medalla               | Categoría             |
| --------------------- | ---------------------------- | --------------------- | --------------------- |
| 1998                  | Apia (Samoa)                 | Medalla de oro        | +78 kg                |
| 1998                  | Apia (Samoa)                 | Medalla de plata      | Abierta               |
| 2000                  | Sídney (Australia)           | Medalla de oro        | –78 kg                |
| 2002                  | Wellington (Nueva Zelanda)   | Medalla de oro        | –78 kg                |
| 2003                  | Suva (Fiyi)                  | Medalla de oro        | –78 kg                |
| 2008                  | Christchurch (Nueva Zelanda) | Medalla de bronce     | +78 kg                |